# Юлиан Странноприимец
Святой Юлиан Странноприимец (Странноприимник, Гостеприимный, Госпиталит, Госпитальер) (англ. Julian the Hospitaller), или Юлиан Бедный — один из католических святых, память 12 февраля; святой покровитель путников. 
Древнейшие записи связанной с ним легенды относятся к XII веку.

## Легенда
Существуют три разных варианта места его рождения: Ле-Ман (Le Mans), Франция, Ат (Ath), Бельгия, около (ок. 7 года н. э.), Неаполь, Италия.
Согласно легенде, Юлиан уехал от своих родителей и вскоре женился на девушке из знатного рода. Когда родители приехали к нему в гости, он был на охоте. Жена накормила их и уложила спать. Тем временем Сатана, обернувшись человеком, встретил Юлиана и сказал тому, что его жена ему изменяет, и если Юлиан поспешит, он застанет её в постели с любовником. В гневе Юлиан ворвался в спальню, увидел под одеялом очертания мужчины и женщины, и в ярости изрубил их мечом. Когда же он вышел из спальни, то встретился с женой, сообщившей ему радостную весть о приезде родителей.
Юлиан был безутешен, но жена поддержала его, сказав, что искупление он найдёт во Христе. С того времени Юлиан потратил всё своё богатство на возведение больниц (их он построил 7) и домов для паломников и нуждающихся путников (25).
Однажды к нему явился Иисус Христос в образе нищего, поражённого проказой паломника, и когда Юлиан принял его — простил ему его грехи и благословил вместе с женой. В этой версии, чтобы искупить свою вину, Юлиан основал приют у переправы через реку, чтобы путники могли найти там прибежище. Однажды он переправил замерзающего паломника и отдал ему постель. На следующий день нищий превратился в ангела, который объявил Юлиану прощение.

## Почитание
Святой Юлиан является святым покровителем путников и содержателей постоялых дворов. Его имя используется для именований церквей, больниц и гостиниц.
Святой Юлиан особенно почитался Мальтийским орденом (госпитальеров) с XV в. Один из городов на Мальте носит его имя. Кроме того, его почитают в Италии. В образе св. Юлиана изобразил себя Андреа дель Кастаньо.
По одной из версий, имя Юлиана Гостеприимного носит старейшая церковь Парижа — Церковь Сен-Жюльен-ле-Повр.

## В искусстве

### В изобразительном искусстве

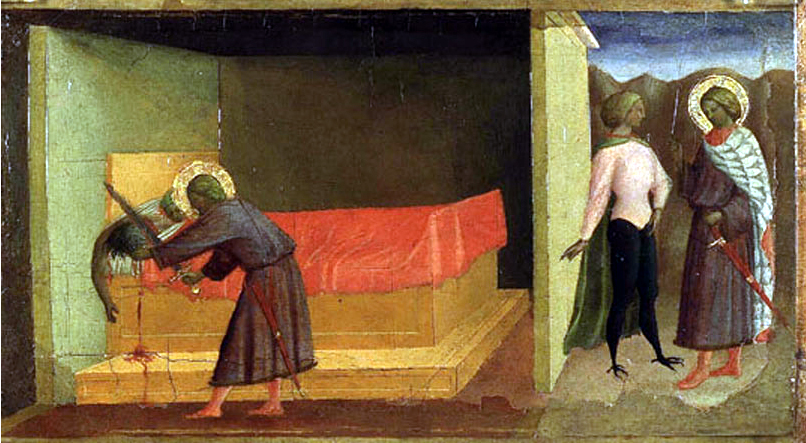
Мазолино да Паникале. Сцена из легенды о св. Юлиане. Ок. 1425—1426; музей Энгра в Монтобане

В готических соборах Франции встречаются повествовательные циклы на тему жития св. Юлиана. В ранней французской и итальянской живописи Ренессанса есть отдельные сцены, изображающие сцену убийства и сцену переправы (иногда наподобие изображения св. Христофора).
Атрибуты Юлиана: сокол, извлечённый из ножен меч, реже весло. Может изображаться верхом или рядом с оленем; с рекой и лодкой на заднем плане.

### В литературе
- Ему посвящён рассказ Г. Флобера «Легенда о св. Юлиане Милостивом», переведённый на русский язык И. С. Тургеневым.

- В одной из новелл «Декамерона» Джованни Бокаччо путник попадает в неприятный переплёт, но молитвами Юлиану Милостивому ему удается избегнуть несчастья.

- Как Юлиан Милостивый упоминается в повести А. Куприна «Поединок».

### В музыке
Опера французского композитора Камилла Эрланже́ «Легенда о св. Юлиане Милостивом» (Saint Julien l’Hospitalier, 1888) — драматическая легенда по одноимённому рассказу Флобера.